# 哈德森 (新罕布什爾州普查規定居民點)
哈德森（英語：Hudson）是位於美國新罕布什爾州希爾斯波羅縣的普查規定居民點。

## 人口
根據2020年美國人口普查的數據，哈德森的面積為8.43平方千米，當中陸地面積為7.96平方千米，而水域面積為0.47平方千米。當地共有人口7534人，而人口密度為每平方千米893.71人。